# 살라망카 (마드리드)
살라망카(스페인어: Salamanca)는 스페인 마드리드의 행정구 중 하나이다.

## 지역

살라망카

살라망카는 6개의 다음과 같은 지구가 있다.
- 카스텔라나
- 푸엔테델베로
- 고야
- 구인달레라
- 리스타
- 레콜레토스